# Ильинский, Николай Федотович
Николай Федотович Ильинский (1931 — 2009) — советский и российский учёный, лауреат Государственной премии СССР (1981).

## Биография
Родился 24 февраля 1931 года.
Николай Ильинский для получения высшего образования поступил в Московский энергетический институт. Так как он окончил обучение в школе с золотой медалью, для поступления в МЭИ ему не нужно было сдавать экзамены. Его руководителем в аспирантуре был профессор А.Т. Голован, также на его развитие оказал влияние доцент Б.А. Филиппов. Николай Ильинский был одним из аспирантов, кто в 1959 году в составе группы советских студентов, был отобран для прохождения стажировки в высших учебных заведениях Соединенных Штатов Америки. Николай Ильинский тогда был аспирантом кафедры электропривода МЭИ. Стажировка окончилась в первой половине 1960 года. Во время стажировки у него была возможность лучше узнать  американскую школу преподавания электромеханики. 
Окончил Московский энергетический институт (1955). Кандидат (1963), доктор (1978) технических наук.
С 1968 года доцент, с 1980 профессор, в 1978—1994 зав. кафедрой автоматизированного электропривода МЭИ, в 1980—1993 декан факультета Электрооборудования и автоматизации промышленности и транспорта.
Опубликовал более 200 работ, в том числе 15 монографий, учебников и учебных пособий. Сфера научных интересов:
- электроприводы постоянного тока с использованием параметрических источников тока,
- методы исследования и синтеза электромеханических систем, основанные на теории планирования эксперимента,
- разработка концепции энергосбережения в массовом промышленном электроприводе,
- создание экспертных систем на основе универсальных баз данных по асинхронным двигателям, вентильно-индукторным электроприводом.

Автор учебника «Общий курс электропривода», написанного совместно с В. Ф. Козаченко.
В 1981 году присуждена Государственная премия СССР. Заслуженный деятель науки Российской Федерации (1995). Награждён орденом «Знак Почета».
За большой трудовой вклад и плодотворную многолетнюю деятельность был удостоен в 2004 году премии МЭИ «Почет и признание».
Умер 5 января 2009 года.